# Rhytiphora albescens
Rhytiphora albescens là một loài bọ cánh cứng trong họ Cerambycidae.